# Плавунець облямований
Плавуне́ць облямо́ваний (Dytiscus marginalis) — водяний хижий жук з родини плавунцевих. Плавунець облямований є найзвичайнішим представником родини в Україні.

## Поширення

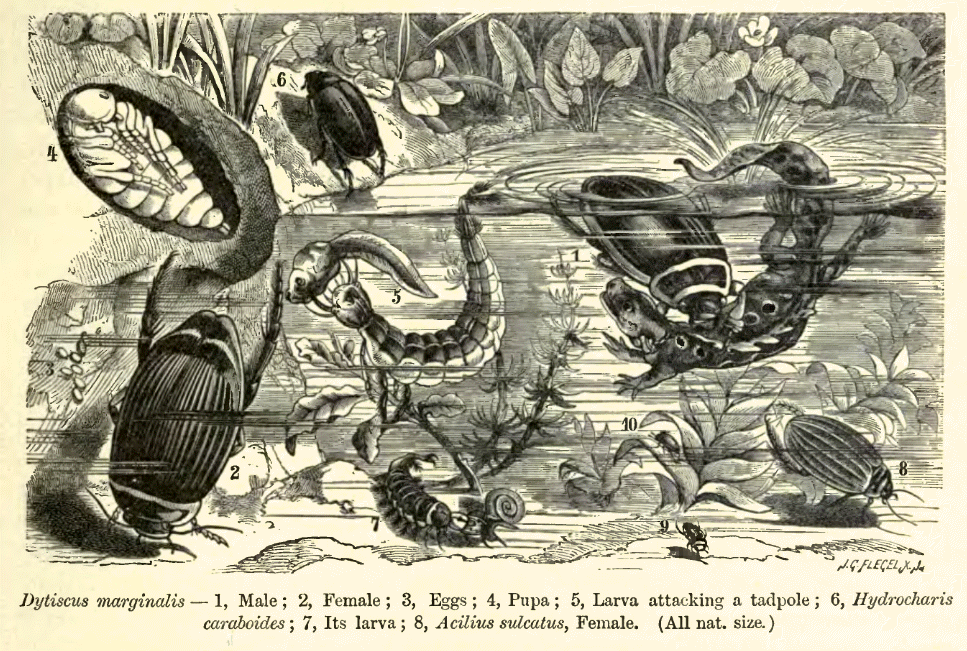
Життєвий цикл плавунця облямованого

Мешкає у ставках і озерах.

## Морфологія
Жук сягає 30—34 мм завдовжки, з видовжено-яйцеподібним, дещо опуклим тілом зеленувато-чорного кольору. Краї передньоспинки, бокові краї надкрил, ноги і низ тіла жовті. Надкрила у самця гладенькі, а у самиці — з поздовжніми борозенками, що доходять до останньої їх третини, або гладенькі, як у самця. Личинка як у плавунця широкого. В разі небезпеки передньогрудні залози комахи виділяють їдкий секрет, тому їх намагаються уникати інші хижаки.[джерело?]

## Живлення
Плавунець облямований — активний хижак, який живиться дрібними комахами, що впали у воду, або рибками та жабками. Може також поїдати загиблих тварин.

## Таксономія
Родова назва dytiscus походить від грец. δυτικός, що в перекладі означає здатний пірнати. Видова — від латинського marginalis, тобто облямований. Звідси й українська назва виду.